# NGC 4269
NGC 4269 ist eine linsenförmige Galaxie vom Hubble-Typ S0/a im Sternbild Jungfrau auf der Ekliptik. Sie ist schätzungsweise 89 Millionen Lichtjahre von der Milchstraße entfernt und hat einen Durchmesser von etwa 35.000 Lichtjahren. Gemeinsam mit IC 3155 bildet sie das Galaxienpaar Holm 365. Unter der Katalogbezeichnung VCC 373 wird sie als Mitglied des Virgo-Galaxienhaufens aufgeführt.
Im selben Himmelsareal befinden sich u. a. die Galaxien NGC 4260, NGC 4261, NGC 4264, IC 3136.
Das Objekt wurde am 4. März 1862 von Heinrich Louis d’Arrest entdeckt.